# Squat

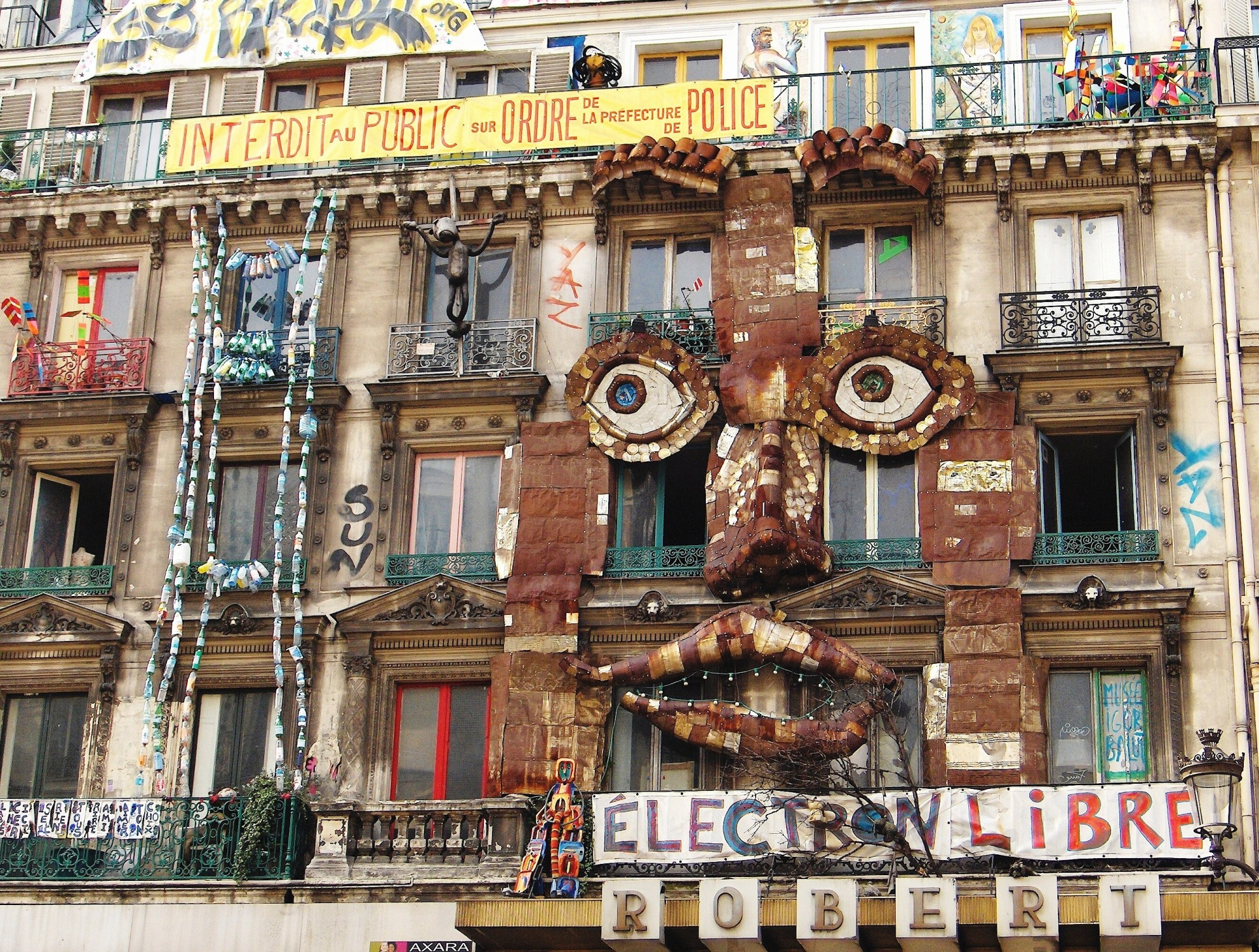
Foglalt ház Párizsban

A squat (magyarul foglalt ház) olyan elhagyott vagy használaton kívüli ingatlan, amit a tulajdonos tudta nélkül erőszakmentesen birtokba és használatba vettek többnyire alternatív csoportok. A házfoglalók angol elnevezése a squatter.

## Foglalt házak jogi vetületei
A squatterek nem állnak semmilyen klasszikus jogviszonyban az ingatlan tulajdonosával. Mégis gyakran jogot formálnak az elfoglalt területre a tulajdonjog helyett pusztán a foglalás jogán. A squattolás nem újkeletű fogalom, története egészen a tulajdon ideájának megjelenéséig nyúlik vissza. Sok országban magában is bűncselekmény, más helyeken viszont csak a tulajdonos és a foglalók közti polgárjogi vitaként tekintik. A tulajdonjog és az állam tradicionálisan többnyire a tulajdonost védi, mindazonáltal sok helyütt, ahol a squatterek de facto birtokosaivá váltak az épületeknek, magukat a törvényeket igazították a helyzethez, legitimizálandó a fennálló állapotokat.

## Foglalt házak Magyarországon

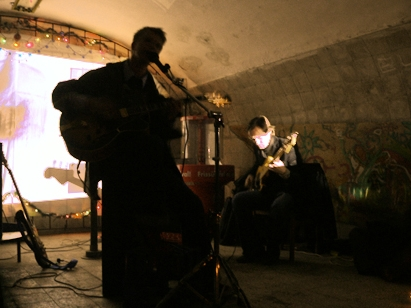
Koncert egy budapesti foglalt házban (Kaukázus)

Magyarországon elég kevés példát találunk a klasszikus foglalt házakra. 1990. május 1-én Szegeden a Kupleráj foglalásáról bontás miatt lecsúszott tömeg a Vasútállomás melletti épülettömb sarokházát vette be. A nyáron aggregátorról mentek a koncertek és a Tanács felajánlott egy állandó lehetőséget a Maros utcában a szervezőknek. A romos épület a körúton kívül nem volt alternatíva. Volt viszont „rendszerváltás” és a hazai punk ment vele a levesbe. 1991-ben a jelenlegi Trafót foglalta el a francia Resonance csoport, ahol egy nyáron át performanszokat rendeztek a külsős közönségnek. 2004-ben a Centrum csoport költözött be észrevétlenül és rendezett alkalmi kiállítást az évek óta elhagyott volt Úttörő áruházban. majd ugyanez a csoport 2005-ben a VII. kerületi Önkormányzat tulajdonában lévő Kazinczy utca 41. sz. alatti üres házat foglalta el néhány napra, hogy felhívják a figyelmet a pesti zsidónegyed pusztítására, az önkormányzati vagyongazdálkodás visszásságaira és bürokráciájára, valamint a közösségi helyek hiányára Budapesten. Ugyancsak a VII. kerületben, a Király u. és a Kis-diófa u. sarkán két éve üresen álló bolthelyiségbe költözött be 2010. május elsején a Boulevard és Brezsnyev társadalom-művészeti Galéria.

## Foglalt házak Európában

### Dánia
Koppenhágában évtizedek óta nem látott zavargások törtek ki 2007 márciusában, mikor a helyi önkormányzat eladott egy foglalt közösségi házat, az Ungdomshuset-et, és megkezdték annak hatósági kiürítését.

### Egyesült Királyság
Angliában és Walesben a squattolás szó általában egy üres városi ház elfoglalását takarja. A tulajdonosnak hosszadalmas (általában több hónapos) törvényi eljárást kell lefolytatnia, mielőtt kilakoltathatná a foglalókat: hivatalosan be kell bizonyítania, hogy – ellenben a squatterrel – joga van a házban lakni. A foglaló még ekkor is panaszt emelhet elégtelen tájékoztatás vagy a bizonyítékok hiányossága okán – léteznek olyan squatok, ahol a kilakoltatást immáron 20 éve kerülik el sikeresen a foglalók. Az Egyesült Királyságban a squatterek 12 év után jogos birtokosaivá válnak a helynek, ha ezalatt senki más nem formál rá jogot.
A londoni házfoglalók évekkel ezelőtt alakítottak egy nonprofit szervezetet, amely elsősorban jogi tanácsadással foglalkozik.  Archiválva 2010. április 23-i dátummal a Wayback Machine-ben

### Németország
Németországban az 1980-as években virágzó szubkultúrája volt a foglalt házaknak, többek között Nyugat-Berlin Kreuzberg negyedében. A rendszerváltás után a Kunsthaus Tacheles vitte tovább ezt a hagyományt.